# Campeonato Brasileño Sub-17
El Campeonato Brasileño Sub-17 es una competición de fútbol organizada por la CBF desde 2019. Anteriormente, hubo una edición en 2012 que fue organizada por la Federación Gaucha de Fútbol (FGF).

## Palmarés
| Año                    | Campeón       | Final Resultado | Subcampeón           |
| ---------------------- | ------------- | --------------- | -------------------- |
| Organzizado por la FGF |               |                 |                      |
| 2012                   | Internacional | 3:1             | Grêmio               |
| Organzizado por la CBF |               |                 |                      |
| 2019                   | Flamengo      | 4:3 2:1         | Corinthians          |
| 2020                   | Fluminense    | 2:1             | Athletico Paranaense |
| 2021                   | Flamengo      | 1:3 4:1         | Vasco da Gama        |
| 2022                   | Palmeiras     | 2:1             | Grêmio               |
| 2023                   | Palmeiras     | 3:0             | São Paulo            |

## Títulos por equipo
| Equipo               | Títulos | Subtítulos | Años campeón | Años subcampeón |
| -------------------- | ------- | ---------- | ------------ | --------------- |
| Flamengo             | 2       | 0          | 2019, 2021   | ----            |
| Palmeiras            | 2       | 0          | 2022, 2023   | ----            |
| Internacional        | 1       | 0          | 2012         | ----            |
| Fluminense           | 1       | 0          | 2020         | ----            |
| Grêmio               | 0       | 2          | ----         | 2012, 2022      |
| Corinthians          | 0       | 1          | ----         | 2019            |
| São Paulo            | 0       | 1          | ----         | 2023            |
| Athletico Paranaense | 0       | 1          | ----         | 2020            |
| Vasco da Gama        | 0       | 1          | ----         | 2021            |

### Títulos por estado
| Estado             | Títulos | Subtítulos |
| ------------------ | ------- | ---------- |
| Río de Janeiro     | 3       | 1          |
| São Paulo          | 2       | 2          |
| Río Grande del Sur | 1       | 2          |
| Paraná             | 0       | 1          |

## Goleadores
| Año  | Jugador  | Club                 | Goles |
| ---- | -------- | -------------------- | ----- |
| 2012 | ?        | ?                    | ?     |
| 2019 | Erick    | Flamengo             | 14    |
| 2020 | Kayky    | Fluminense           | 12    |
| 2021 | Emersonn | Athletico Paranaense | 13    |
| 2022 | Chiqueti | Athletico Paranaense | 11    |